# Répression politique en Union soviétique
 (décembre 2022).
Motif : Trop de sections qui pourraient être fusionnées
La répression politique en Union Soviétique, dont furent victimes des dizaines de millions de personnes, était un instrument de l'État depuis la révolution d'Octobre. À son apogée pendant l'ère stalinienne, la répression politique perdurait encore pendant le dégel de Khrouchtchev, suivi d'une persécution accrue des dissidents soviétiques pendant la stagnation de Brejnev, et n'a pas cessé pendant la perestroïka de Mikhaïl Gorbatchev. Son héritage influence toujours la vie de la Russie moderne et d'autres anciens États soviétiques.

## Origines et début de l'ère soviétique

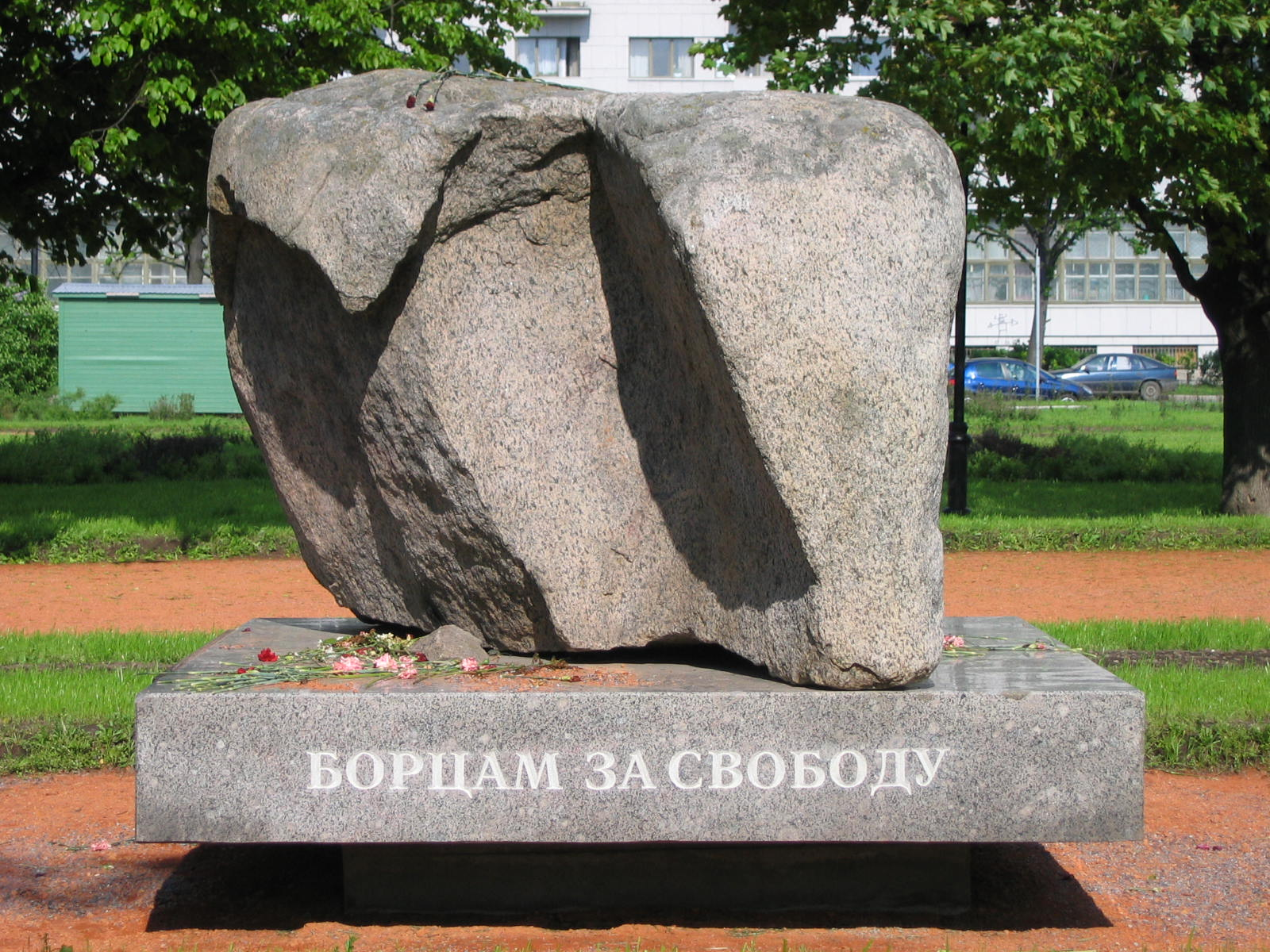
Le monument aux prisonniers du Goulag à Saint-Pétersbourg est constitué d'un rocher du SLON — le premier camp de prisonniers du système du Goulag. Les gens se réunissent ici chaque année à l'occasion de la Journée du souvenir des victimes des répressions politiques (le 31 octobre).

Très tôt, la vision léniniste de la lutte des classes et la notion résultante de dictature du prolétariat ont fourni la base théorique des répressions. Sa base juridique a été formalisée dans l'Article 58 du code pénal de la RSFSR et des articles similaires pour d'autres républiques socialistes soviétiques.
Parfois, les réprimés étaient appelés les ennemis du peuple. Les punitions de l'État comprenaient des exécutions sommaires, l'envoi de personnes innocentes au Goulag, la réinstallation forcée (le déplacement de force) et la déchéance des droits des citoyens. À certains moments, tous les membres d'une famille, y compris les enfants, ont été punis comme membres de la famille d'un traître à la patrie. La répression était menée par la Tchéka et ses successeurs, ainsi que par d'autres organes de l'État. Les périodes de répression accrue incluent la terreur rouge, la collectivisation, les Grandes Purges, le complot des blouses blanches, ainsi que d'autres. Les forces de la police politique ont mené à de nombreuses reprises des massacres des prisonniers. La répression a eu lieu dans les républiques socialistes soviétiques et dans les territoires occupés par l’armée soviétique pendant la Seconde Guerre mondiale, y compris les pays baltes et l'Europe de l'Est.
La répression d'État a conduit à des incidents de résistance, tels que la révolte de Tambov (1920-1921), la révolte de Kronstadt (1921) et le soulèvement de Vorkouta (1953) ; les autorités soviétiques ont réprimé cette résistance avec une force militaire écrasante. Au cours de la révolte de Tambov, Mikhaïl Toukhatchevski (commandant en chef de l'Armée rouge dans la région) aurait autorisé les forces militaires bolcheviques à utiliser des armes chimiques contre des villages peuplés de civils et de rebelles. (Selon les déclarations de témoins, aucune arme chimique n'a en fait jamais été utilisée). Des citoyens éminents des villages étaient souvent pris en otage et exécutés si les combattants de la résistance ne se rendaient pas.

## Terreur rouge
On appelle terreur rouge en Russie soviétique la campagne d'arrestations et d'exécutions massives menée par le gouvernement bolchevique. La terreur rouge a été officiellement décrétée le 2 septembre 1918 par Iakov Sverdlov et s'est terminée aux alentours d’octobre 1918. Cependant Sergei Melgunov applique ce terme aux répressions pour toute la période de la guerre civile russe, de 1918 à 1922. On estime le nombre total de personnes exécutées au cours de la phase initiale Red Terror à moins 10 000, avec environ 28 000 exécutions par an entre décembre 1917 et février 1922.

## Collectivisation

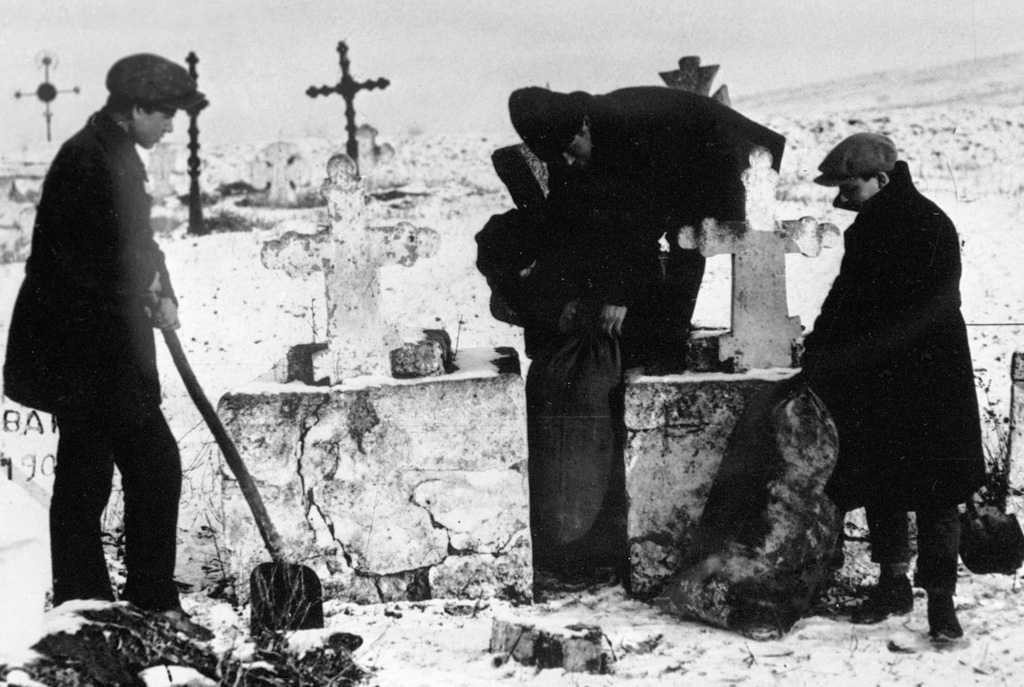
Komsomols saisissant les graines de koulaks qui étaient cachées dans un cimetière, Ukraine, 1930. Au plus fort de la collectivisation, toute personne s'y opposant était déclarée « koulak »

La collectivisation en Union soviétique était un programme politique menée entre 1928 et 1933 pour regrouper la terre et le travail individuels dans des fermes collectives (russe : колхоз, kolkhoze). Les dirigeants soviétiques étaient convaincus que le remplacement des fermes paysannes individuelles par les kolkhozes augmenterait immédiatement l'approvisionnement alimentaire pour la population urbaine, l'approvisionnement en matières premières pour l'industrie de transformation et les exportations agricoles en général. La collectivisation était ainsi considérée comme la solution à la crise de la distribution agricole (principalement dans les livraisons de céréales) qui s'était développée depuis 1927 et qui devenait plus critique à mesure que l'Union soviétique poursuivait son ambitieux programme d'industrialisation. Comme la paysannerie, à l'exception de la partie la plus pauvre, a résisté à la politique de collectivisation, le gouvernement soviétique a eu recours à des mesures sévères pour forcer les paysans à se collectiviser. Dans sa conversation avec Winston Churchill Staline a donné son estimation du nombre de « koulaks » qui ont été réprimés pour avoir résisté à la collectivisation soviétique à 10 millions, y compris ceux déportés de force,.

## Grandes Purges

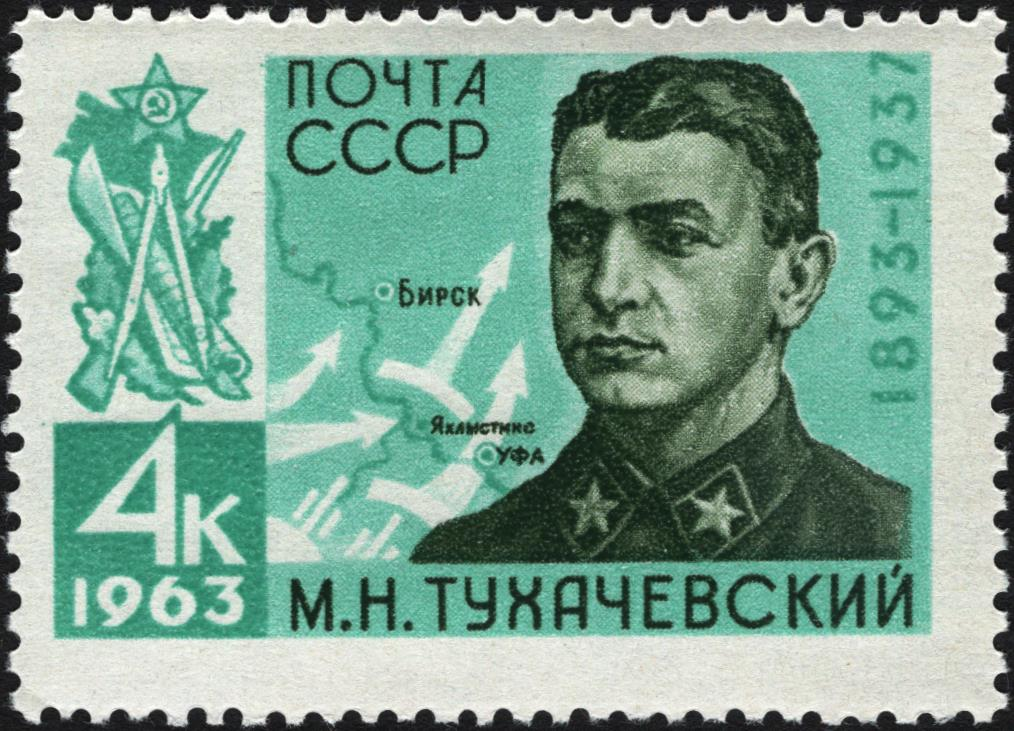
Mikhaïl Toukhatchevski condamné dans le procès des généraux de l'Armée rouge en 1937

Les Grandes Purges ('russe : Большая чистка, translittéré Bolchaya tchistka) furent une série de campagnes de répression politique et de persécution en Union soviétique orchestrée par Joseph Staline en 1937-1938,. Elles ont inclus la purge du Parti communiste de l'Union soviétique, de la répression des paysans, de la déportation des minorités ethniques et de la persécution des personnes non affiliées, et se sont caractérisées par une surveillance généralisée par la police, une suspicion généralisée des « saboteurs », des emprisonnements et des meurtres. Les estimations du nombre de décès associés à la Grande Purge vont du chiffre officiel de 681 692 à près de 2 millions.

## Persécution des personnes LGBT
Le 15 septembre 1933, le chef adjoint de l'Guépéou, Guenrikh Iagoda, rapporta à Joseph Staline la révélation de la «conspiration des homosexuels» à Moscou, Leningrad et Kharkiv. Comme l'a souligné Iagoda dans la note explicative, "les conspirateurs étaient engagés dans la création d'un réseau de salons et d'autres formations organisées avec la transformation ultérieure de ces associations en cellules d'espionnage direct",.
Staline a ordonné de manière démonstrative de «punir la racaille» et d'introduire une directive correspondante dans la législation. Dans un premier temps, environ 130 personnes ont été arrêtées, qui ont fait les aveux nécessaires sous la torture, et le 17 décembre 1933, le Présidium du Comité central de la RSS d'Ukraine a décidé d'étendre la responsabilité. L'article a été complété par le Code pénal de la RSFSR le 1er avril 1934 dans la section «crimes sexuels» sous le numéro 154-а. Les rapports sexuels «volontaires» entre deux hommes étaient punis de trois à cinq ans dans les camps, et la «cohabitation» avec recours à la violence était punie de cinq à huit ans.

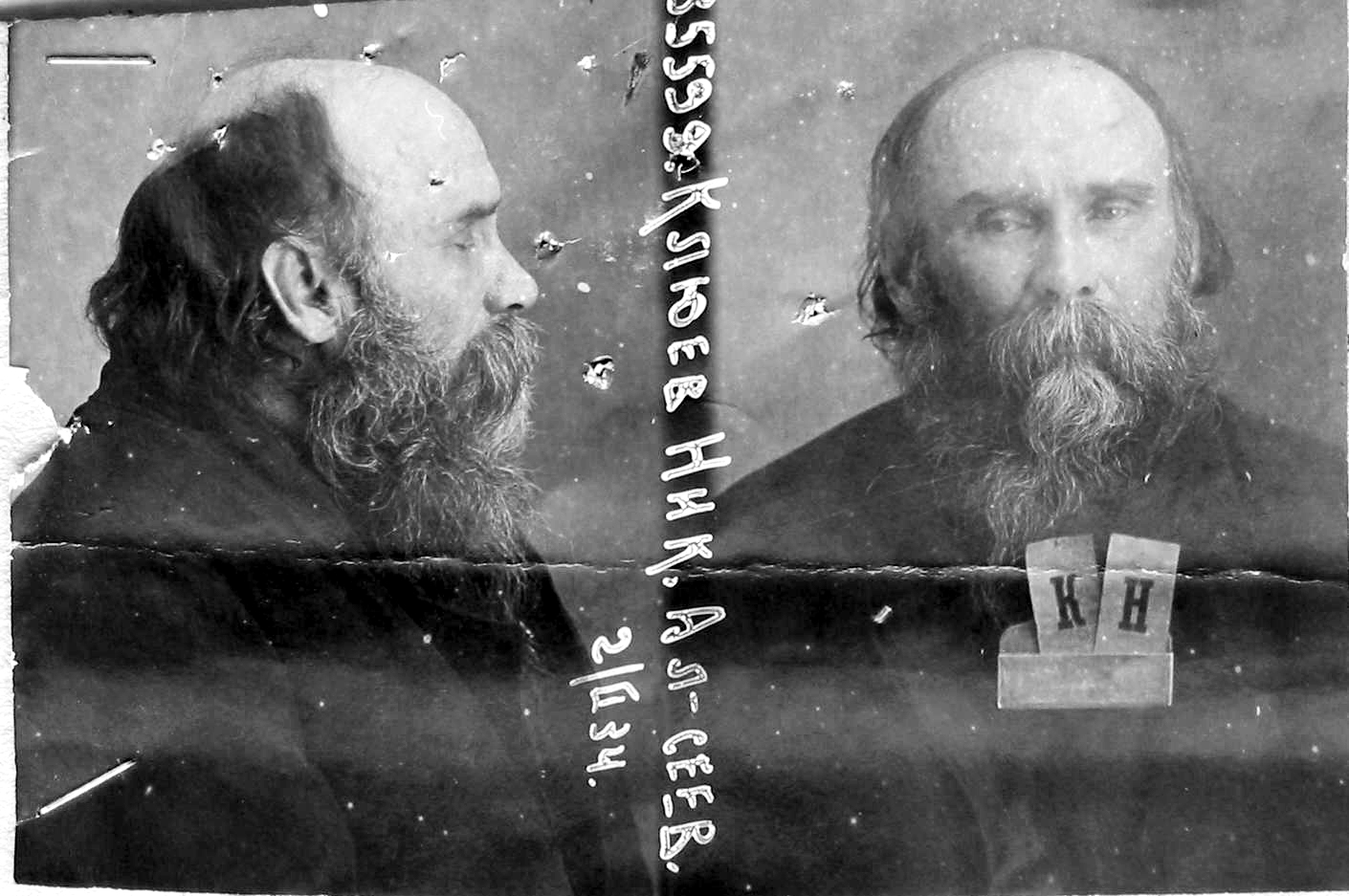
Kliouev après l'arrestation

Nikolai Kliouev fut le premier homosexuel connu à avoir souffert de la répression soviétique. Le poète a été accusé d'avoir écrit sur l'amour «d'un male à un male». En février 1934, Kliouev fut arrêté dans son appartement pour «création et distribution d'œuvres littéraires contre-révolutionnaires», et en 1937, il fut abattu,,,.

## Génocide, nettoyage ethnique et déportations des peuples
En Union Soviétique, les répressions politiques visaient non seulement les individus, mais aussi des catégories entières ethniques, sociales, religieuses et autres de la population.
La déportation des peuples en URSS peut être classée dans les grandes catégories suivantes : déportation des catégories antisoviétiques de la population, souvent considérées comme « ennemis des travailleurs » ; déportations de ressortissants étrangers ; transfert de main-d'œuvre ; et migrations organisées en retour pour remplir les territoires qui ont fait l'objet d'un nettoyage ethnique.
Dans la plupart des cas, leurs destinations étaient des régions éloignées sous-peuplées.
Des nations et des groupes ethniques entiers ont subi une punition collective par le gouvernement soviétique pour leur collaboration supposée avec l'ennemi pendant la Seconde Guerre mondiale. Au moins neuf groupes ethnolinguistiques distincts, comprenant Allemands ethniques, Grecs ethniques, Polonais ethniques, Tatars de Crimée, Balkars, Tchétchènes et Kalmouks, ont été déportés dans des régions reculées et sous-peuplées de la Sibérie et du Kazakhstan. La déportation des peuples en URSS a provoqué des millions de morts à cause des souffrances infligées. Les Coréens et Roumains ont également été déportés. Des opérations de masse du NKVD ont été nécessaires pour la déportation de centaines de milliers de personnes.

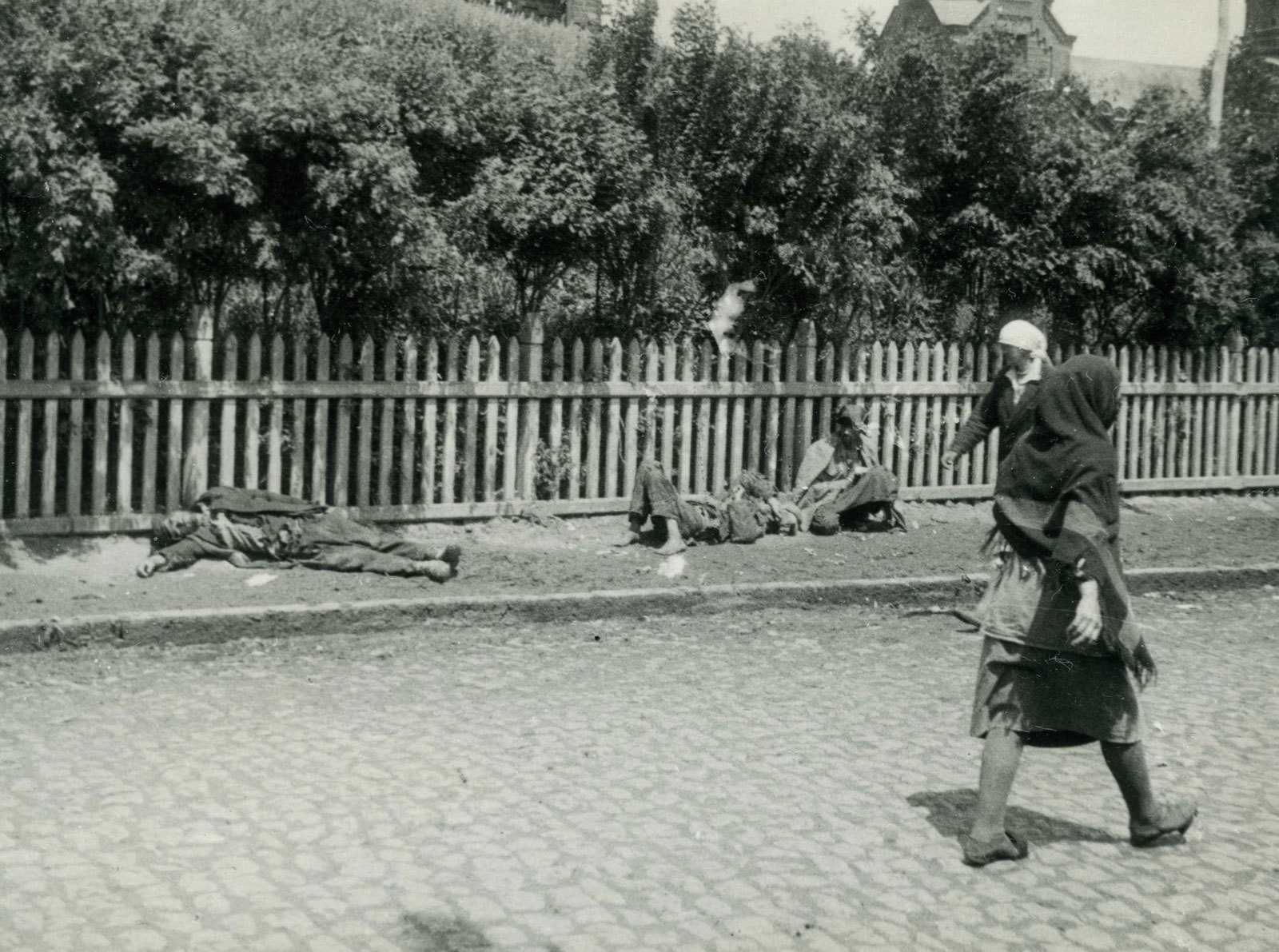
Paysans affamés dans une rue de Kharkiv, 1933

La famine soviétique de 1932-1933 a été grandement aggravée par les actions du gouvernement de l'Union soviétique, telles que la confiscation de la nourriture, le manque de viande, la limitation planifiée des livraisons sans tenir compte de la famine, le blocage des migrations de la population affamée et la suppression de l'information sur la famine, tout cela contribuant à empêcher l’organisation de toute démarche de secours. Cela a entraîné la mort de millions de personnes dans la zone touchée. Le nombre total des victimes de la famine de 1932-1933 dans toute l'Union soviétique est diversement estimé à 6-7 millions ou 6-8 millions. or 6-8 million.

## Goulag
Le Goulag « était la branche de la Sûreté de l’État qui exploitait le système pénitentiaire des camps de travail et des camps de détention et de transit associés ainsi que des prisons. Alors que ces camps abritaient des criminels de tous types, le système du Goulag est devenu principalement connu comme un lieu de détention pour les prisonniers politiques et comme un mécanisme de répression de l'opposition politique à l'Etat soviétique,. » L'auteur russe et ex-prisonnier Alexandre Soljenitsyne a beaucoup écrit sur le goulag et son histoire dans sa série de livres L'Archipel du Goulag.

## La répression dans les territoires annexés
Au cours des premières années de la Seconde Guerre mondiale l’Union soviétique a annexé plusieurs territoires en Europe de l'Est à la suite du Pacte germano-soviétique et du Pacte Molotov-Ribbentrop.

### Pays baltes
Dans les pays baltes d’Estonie, Lettonie et Lituanie, les répressions et les déportations de masse ont été menées par les Soviétiques. Les Instructions de Serov, « sur la procédure pour effectuer la déportation des éléments antisoviétiques de Lituanie, de Lettonie et d'Estonie », contenaient des procédures et des protocoles détaillés à observer pour la déportation des ressortissants baltes. Des tribunaux publics ont également été créés pour punir « les traîtres au peuple » : ceux qui n’avaient pas respecté leur « devoir politique » de voter en faveur de l’entrée de leur pays dans l’URSS. Dans la première année de l'occupation soviétique, de juin 1940 à juin 1941, le nombre d’exécutions, d’enrôlement de force et de déportations attestés est estimé à au moins 124 467 : 59 732 en Estonie, 34 250 en Lettonie et 30 485 en Lituanie. Parmi eux figuraient 8 anciens chefs d'État et 38 ministres d'Estonie, 3 anciens chefs d'État et 15 ministres de Lettonie, ainsi que le président lituanien de l'époque, 5 premiers ministres et 24 autres ministres lituaniens.

## L’ère post-stalinienne (1953-1991)
Après la mort de Staline, la suppression de la dissidence a été considérablement réduite et a pris de nouvelles formes. Les détracteurs internes du système ont été condamnés pour agitation anti-soviétique, calomnie anti-soviétique ou pour être les « parasites sociaux ». D'autres ont été étiquetés comme souffrant de troubles mentaux, de schizophrénie torpide et incarcérés dans les psikhushkas, c'est-à-dire les hôpitaux psychiatriques utilisés par les autorités soviétiques comme prisons. Un certain nombre de dissidents notables, dont Alexandre Soljenitsyne, Vladimir Boukovski et Andreï Sakharov, ont été envoyés en exil interne ou externe.

## Pertes humaines
Le nombre exact de victimes ne sera probablement jamais connu et restera un sujet de débat parmi les historiens. Les résultats publiés varient en fonction du moment où l'estimation a été faite, des critères et méthodes utilisés et des sources disponibles pour les estimations. Certains historiens tentent de faire des estimations séparées pour différentes périodes de l'histoire soviétique. Par exemple, le nombre de victimes sous le régime de Joseph Staline varie de 642 980 à 61 millions,,,,,.
Selon les archives soviétiques déclassifiées, en 1937 et 1938, le NKVD a arrêté plus d'un million et demi de personnes, dont 681 692 furent fusillés. Au cours de ces deux années, cela représente en moyenne plus d'un millier d'exécutions par jour. Selon l'historien Geoffrey Hosking, « ... le surplus de décès dans l'ensemble des années 1930 a été de 10 à 11 millions ». L'historien Timothy Snyder soutient que les documents d'archive suggèrent une surmortalité maximale de neuf millions pendant toute l'ère stalinienne. L’historien Stephen G. Wheatcroft affirme quant à lui que Staline peut être accusé de l’« élimination intentionnelle » de « quelque chose de l’ordre d’un million de personnes ». Il remarque également que « les éliminations intentionnelles causées par Hitler se rattachent plutôt à la catégorie du « meurtre » alors que celles de Staline s’apparentent plus à des « exécutions ». 

## Difficultés à dénombrer les victimes de la répression
L'écrivain russe Alexandre Soljenitsyne, qui a étudié ce problème en profondeur, considère que 66 700 000 personnes ont été victimes de la répression et du terrorisme d'Etat de 1917 à 1959.:375
Un chiffre analogue de plus de 66 millions de personnes a été avancé par Alexandre Iakovlev, le président de la Commission pour la réhabilitation des victimes de répressions politiques.:375, 376 Selon Viktor Luneyev, la lutte contre la dissidence était beaucoup plus large que ce qui est enregistré dans les condamnations et on ne sait pas combien de personnes ont réellement été placées sous la surveillance des services secrets, reconnues coupables de crimes, arrêtées, internées dans des hôpitaux psychiatriques, renvoyées de leur travail ou privées de leurs droits de diverses manières.:373
Aucun décompte objectif du nombre de personnes réprimées n'est possible sans analyse fondamentale des documents d’archive:378 La difficulté de cette méthode est que les données requises sont diverses et ne sont pas réunies dans une archive unique.:378
Elles se trouvent dans les Archives d'État de la fédération de Russie, dans les archives du Goskomstat de Russie, dans les archives du MVD de Russie, du FSB de Russie, du Bureau du procureur général de la fédération de Russie, dans les archives militaires et historiques russes, dans les archives des entités constitutives de la fédération de Russie, dans les archives urbaines et régionales, ainsi que dans les archives des anciennes républiques socialistes soviétiques qui constituent maintenant les pays indépendants de la Communauté des États indépendants et les pays baltes.:378 Où, par exemple, peut-on déterminer le nombre de personnes abattu dans la seconde moitié des années 1930 et au début des années 1940 à Kourapaty (les estimations vont de 30 à 100 mille personnes ou selon certaines estimations, jusqu'à 200 000 personnes) ?:378 Uniquement en Biélorussie.:378 Il en va de même pour toutes les fusillades de masse et pour les autres formes de répression des victimes du régime soviétique. :378

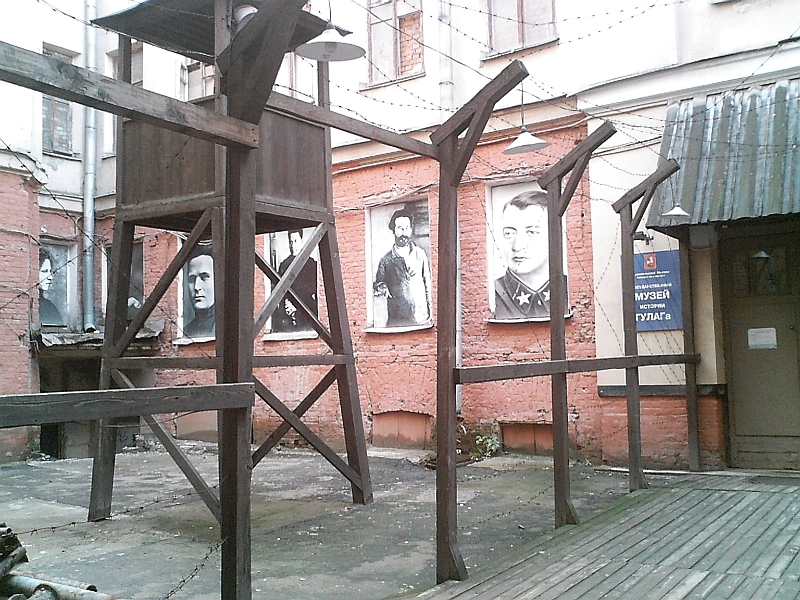
Musée du goulag à Moscou

À la demande de N.S. Khrouchtchev en février 1954, un rapport sur le nombre de personnes réprimées a été préparé et signé par le procureur général (procureur général) de l'URSS Roman Roudenko, le ministre de l'Intérieur de l'URSS Sergueï Krouglov, le ministre de la Justice de l'URSS K. Gorshenin. Le rapport donnait la liste du nombre total de personnes poursuivies pour crimes contre-révolutionnaires entre 1921 et le 1er février 1954. Pendant cette période, la Collège de l’OGPU, la Troïkas du NKVD, le Conseil spécial du NKVD, les Tribunaux et les Cours martiales ont inculpé 3 777 380 personnes, dont 642 980 qui ont reçu la peine de mort, 2 369 220 des peines allant jusqu'à 25 ans d’emprisonnement et 765 180 qui ont été exilées ou déportées. Le rapport précisait encore qu’au moment de sa publication, il y avait 467 946 personnes dans les camps de travail et les prisons condamnées pour des crimes contre-révolutionnaires et 62 462 ex-prisonniers en exil.

## Commémoration des victimes
Une Journée du souvenir des victimes des répressions politiques (День памяти жертв политических репрессий) a officiellement lieu le 30 octobre depuis 1991 dans les anciennes républiques soviétiques (à l'exception de l'Ukraine, qui a sa propre Journée annuelle de commémoration pour les victimes des répressions politiques du régime soviétique le troisième dimanche de mai). Les membres de la Société du Mémorial participent activement aux commémorations.